# Seminar
Et seminar er et foredrag eller en præsentation, der leveres til et publikum omkring et bestemt emne eller et sæt af beslægtede emner. Et seminar lægger op til oplæg og diskussioner om et bestemt problem eller emne, og der opfordres derfor typisk til, at deltagerne deltager aktivt. Derudover kan et seminar også betragtes som værende en friere undervisningsform med bl.a. oplæg, diskussioner og gruppearbejde.
Seminarer afholdes forskellige steder i Danmark og i udlandet.
| Skole | Spire Denne artikel om en skole, en uddannelsesinstitution eller uddannelse er en spire som bør udbygges. Du er velkommen til at hjælpe Wikipedia ved at udvide den. |